# East West Bank Classic 1997 - Doppio
Il doppio dell'East West Bank Classic 1997 è stato un torneo di tennis facente parte del WTA Tour 1997.
Lindsay Davenport e Nataša Zvereva erano le detentrici del titolo ma hanno partecipato con partner differenti, la Davenport con Chanda Rubin e la Zvereva con Gigi Fernández.
La Fernández e la Zvereva hanno perso nel 1º turno contro Anna Kurnikova e Ai Sugiyama, così come la Davenport e la Rubin contro Katrina Adams e Patricia Tarabini.
Yayuk Basuki e Caroline Vis hanno battuto in finale 7–6, 6–3 Larisa Neiland e Helena Suková.

## Teste di serie
1. Gigi Fernández /  Nataša Zvereva (primo turno)
2. Martina Hingis /  Arantxa Sánchez Vicario (primo turno)
3. Nicole Arendt /  Manon Bollegraf (primo turno)
4. Larisa Neiland /  Helena Suková (finale)

## Tabellone

### Legenda
| - Q = Qualificato - WC = Wild card - LL = Lucky loser | - ALT = Alternate - SE = Special Exempt - PR = Protected Ranking | - w/o = Walkover - r = Ritirato - d = Squalificato |